# Charles Antoine Carret
Charles Antoine Carret, né le 25 juillet 1734 et mort le 8 novembre 1814, est un homme politique français né à Saint-Vallier (Franche-Comté) et mort à Gray, fut député de la Haute-Saône.

## Biographie
Avocat, il est vice-président du directoire du district de Gray et est élu député de la Haute-Saône à l'Assemblée Législative de 1791-1792. Rallié à Bonaparte après le coup d'État du 18 brumaire, il devient adjoint au maire de Gray.

## Sources
- « Charles Antoine Carret », dans Adolphe Robert et Gaston Cougny, Dictionnaire des parlementaires français, Edgar Bourloton, 1889-1891 [détail de l’édition]